# Fiorenzo Treossi
Fiorenzo Treossi (Forlì, 1 juni 1959) is een voormalig voetbalscheidsrechter uit Italië, die actief was op het hoogste niveau. Hij was FIFA- en UEFA-scheidsrechter van 1997 tot en met 2003, en leidde in die hoedanigheid onder meer vriendschappelijke interlands. Treossi maakte zijn debuut in de Serie A op 28 november 1993 in de wedstrijd Torino–Lecce (3-0).

## Interlands
| Datum            | Wedstrijd             | Uitslag | Competitie        | Kreeg geel | Kreeg voor de tweede keer geel en dus rood | Weggestuurd |
| ---------------- | --------------------- | ------- | ----------------- | ---------- | ------------------------------------------ | ----------- |
| 19 november 1997 | Spanje – Roemenië     | 1 – 1   | Vriendschappelijk | 0          | 0                                          | 0           |
| 3 juni 1998      | Kroatië – Iran        | 2 – 0   | Vriendschappelijk | 5          | 0                                          | 0           |
| 28 april 1999    | Slovenië – Finland    | 1 – 1   | Vriendschappelijk | 2          | 0                                          | 0           |
| 9 juni 1999      | Moldavië – Finland    | 0 – 0   | EK-kwalificatie   | 2          | 0                                          | 0           |
| 26 april 2000    | San Marino – Moldavië | 0 – 1   | Vriendschappelijk | 0          | 0                                          | 0           |
| 3 juni 2000      | Zweden – Spanje       | 1 – 1   | Vriendschappelijk | 1          | 0                                          | 0           |
| 25 april 2001    | Hongarije – Finland   | 0 – 0   | Vriendschappelijk | 1          | 0                                          | 0           |